# Zimní stadion Banská Bystrica
Zimní stadion Banská Bystrica je zimní stadion ve městě Banská Bystrica. Stadion má kapacitu 2840 míst. Otevřen byl v noci z 24. prosince na 25. prosince 1956, zastřešený v roce 1966. Je domovským stánkem hokejového klubu HC 05 Banská Bystrica, který má stadion v pronájmu od města Banská Bystrica.
V roce 2009 proběhla rekonstrukce jižní tribuny, která byla v havarijním stavu. V prosinci 2013 vyčlenil premiér Robert Fico ze státní rezervy milion Eur na rekonstrukci severní tribuny. Podmínkou pro rekonstrukci bylo finanční zapojení samosprávy a město se zavázalo, že nejméně 10 let od dokončení rekonstrukce nezmění vlastnické ani jiné právo k pozemku ani stavbě a stadion bude využívat v souladu se smlouvou se Slovenským svazem ledního hokeje. Zároveň musí poskytnout stadion pro účely reprezentace. Součástí stadionu je i tréninková Hala B, která také v dlouhodobém horizontu vyžaduje rekonstrukci.